# Objet 279
L’Objet 279 (Объект 279) est un prototype de char lourd conçu par l’usine de Kirov conjointement avec l'institut de recherche VNII-100 sur la base du concept de blindé à quatre chenilles expérimenté par Lev Sergeyevich Troyanov.

Ce char a la particularité d'avoir une caisse très profilée aux formes elliptiques reposant sur un train de roulement composé de deux paires de chenilles facilitant sa mobilité en terrain difficile.
Les essais du prototype sont abandonnés en novembre 1960 à la suite d'une décision du gouvernement soviétique.

## Historique et développement
Le char a été mis au point à l’usine Kirov de Léningrad par un groupe dirigé par l’ingénieur Lev Troyanov, dans le bureau de construction de Joseph Kotine. Les travaux sur le char ont commencé en 1957, sur la base des exigences opérationnelles d'un char lourd développé en 1956, et un premier char de pré-production fut achevé à la fin de 1959.
Une des raisons pour lesquelles ce projet de chars fut abandonné, à l'instar d'autres projets de chars lourds, est que l'armée soviétique a cessé de fonctionner avec des véhicules de combat lourds à partir de 1960. Depuis lors, les plus lourds sont maintenus à environ 50 tonnes, c'est-à-dire sans aucun équipement supplémentaire tel qu'un blindage réactif explosif ou des dispositifs de déminage (charrues, rouleaux anti-mines).
Le 22 juillet 1960, lors de la démonstration de nouvelles technologies sur le terrain d'entraînement de Kapoustine Iar, Nikita Khrouchtchev interdit formellement aux chars d'assaut de plus de 37 tonnes d'être adoptés par l'armée, ayant ainsi radié entièrement le programme des chars lourds, qui semblait être voué au succès.
À cette décision s’ajoute le fait que Nikita Khrouchtchev lui-même était partisan d’une solution de remplacement : les chars lanceurs de missiles, le plus important étant l'IT-1. En outre, l'armée soviétique recherchait des chars ayant un poids suffisant pour franchir leurs propres ponts, en cas de situation de défense du territoire similaire à celle de la Seconde Guerre mondiale, qui semblaient alors peu fiables pour le passage de véhicules lourds.
Une autre raison était qu’un certain nombre de défauts graves du train de roulement étaient apparus au cours des essais. Ces lacunes impliquaient une agilité réduite, une perte d'efficacité lors de la traversée de zones marécageuses, une production, une maintenance et des réparations complexes et coûteuses, ainsi qu'une impossibilité de réduire la hauteur totale du char.
Un exemple de char survit sous forme d'exposition non fonctionnelle au musée des Blindés de Koubinka.

## Caractéristiques techniques

### Blindage
Les exigences émises lors de son développement spécifiaient que l'Objet 279 devait résister à un obus perforant de 122 mm impactant l'arc frontal du char à une vitesse de 950 m/s ainsi qu'à des obus à charge creuse de 90 mm.

Le châssis de l'Objet 279 comporte une caisse en acier moulée d'une épaisseur comprise entre 12 mm et 265 mm, sa forme elliptique augmente encore son épaisseur relative à l'horizontale.
Cette forme est accentuée par l'ajout de carénages amovibles en tôles légères ceinturant les flancs et la pointe avant du glacis.
la forte incidence de ces carénages neutralise la fusée des obus à charge creuse, les empêchant de détoner correctement.

La tourelle aux formes hémisphériques rappelant un bol retourné est moulée d'une seule pièce à l'exception du toit, elle possède une épaisseur d'acier comprise entre 20 mm et 302 mm.
L'Objet 279 est équipé d'un système de filtration CBRN dénommé PAZ qui, en cas de hausse anormale du niveau de radioactivité, confine également le char, en fermant automatiquement les ouvertures.

### Armement
Afin de permettre le tir en marche, le canon et sa mitrailleuse coaxiale sont stabilisés en site et en gisement par un système de stabilisation Groza (en français : orage).
L’objet 279 emporte un total 24 obus dont 13 obus sont prêts à l'emploi dans les convoyeurs automatisés.

#### Principal
L'Objet 279 est armé d'un canon M-65 de 130 mm conçu par l'usine 172 de Perm à partir de 1955 et produit par la même usine, en série limitée, l'année suivante. Ce canon à âme rayée long de 56 calibres (7 330 mm) pèse 4 300 kg (masse oscillante) pour une longueur de recul de 603 mm lors d'un tir d'obus perforant. Un frein de bouche est monté à son extrémité et un évacuateur de fumée est monté aux deux tiers de la longueur du tube.

Les munitions sont en deux fardeaux (projectile et charge) et sont donc chargées séparément par un système de chargement automatique comprenant deux convoyeurs ; l'un est monté verticalement contre le panier de la tourelle et contient treize charges propulsives, l'autre est monté horizontalement à l'arrière de la tourelle est contient treize obus. Un refouloir de chargement à chaîne mobile est situé entre les deux convoyeurs.

Le chargeur a pour rôle de prendre les charges propulsives présentées par le convoyeur inférieur et de les mettre à poste au refouloir, à l'entrée de culasse et de recompléter les deux convoyeurs lorsque ces derniers sont vides.
Les essais dynamiques sur un châssis de char lourd T-10 détourellé ont démontré qu'un tel système permettait d'atteindre une cadence de tir 5 coups par minute.
La gamme de munitions développée à l'époque pour le canon M-65 comporte :
- BR-482B : un boulet perforant en acier de 33,4 kg, il contient une charge explosive de rupture de 0,114 kg d'A-IX-2. L'obus a une vitesse initiale de 1 030 m/s. Le BR-482B est capable de perforer une plaque d'acier de 280 mm à 1 000 m de distance ou 114 mm sous une incidence de 60° à la même distance.
- OF-482M : un obus explosif à fragmentation de 33,7 kg contenant 2,645 kg de TNT, sa vitesse initiale est de 930 m/s.

En 1959 l'institut de recherche NII-24 travaille sur un nouvel obus perforant de 130 mm sous calibré de 60 mm à sabot détachable capable de perforer à 1 000 m 150 mm sous une incidence de 60°.

#### Secondaire
Une mitrailleuse lourde KPVT de calibre 14,5 × 114 mm est jumelée au canon de 130 mm et alimentée par bandes de munitions de 50 cartouches, un total de 300 cartouches à 800 cartouches de 14,5 mm sont embarquées.

### Moyens d'observation et conduite de tir

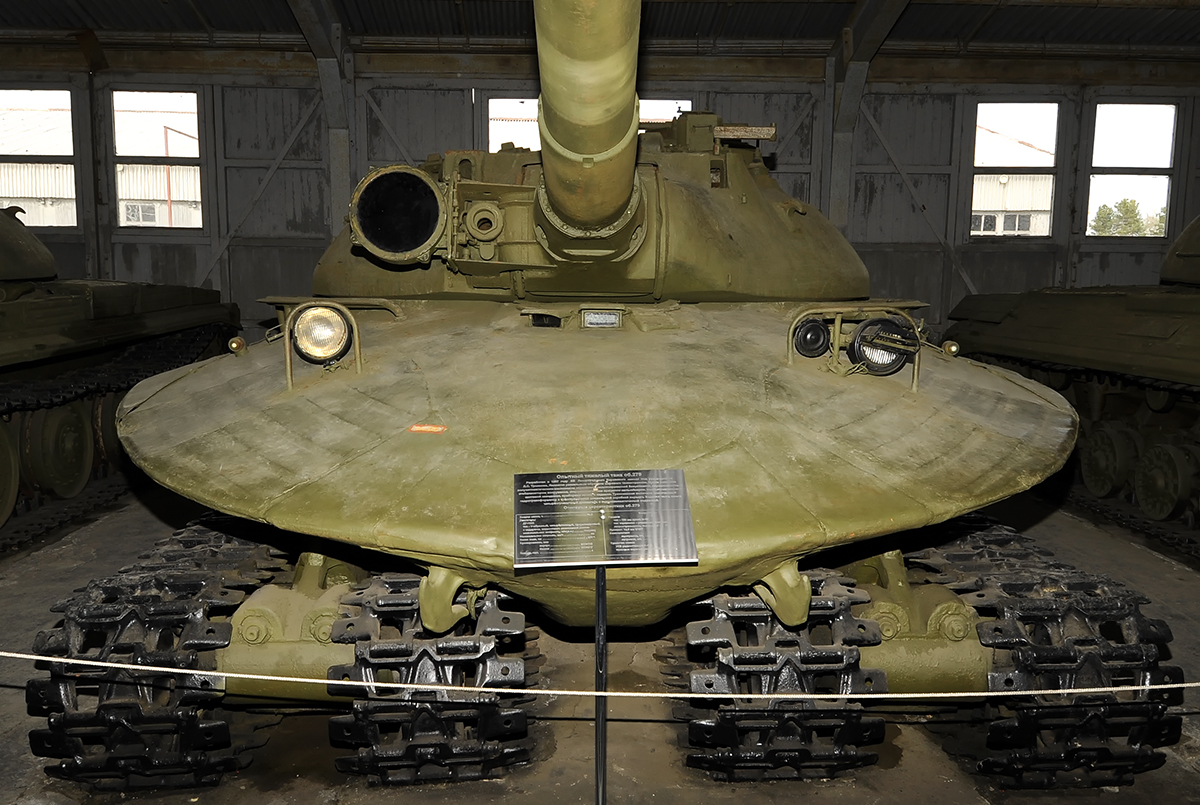
Un phare infrarouge L-2 Luna est monté à droite du canon et permet le tir de nuit.

Le pointage et la télémétrie sont effectués par un viseur télémétrique TPD-2S incorporant un télémètre stéréoscopique, le tir de nuit est possible grâce à l'emploi d'un viseur TPN-1 qui est couplé à un phare infrarouge L-2 Luna monté à droite du canon.

Un radar de télémétrie devait également être installé sur la tourelle dans le but de succéder au télémètre stéréoscopique.

### Groupe motopropulseur

#### Motorisation
Deux moteur Diesel à quatre temps ont été utilisés sur les différents prototypes de l'Objet 279 ; le premier est le DG-1000 développant (950 ch) à 2 500 tr/min, le second, le 2DG-8M développe (1 000 ch) à 2 100 tr/min.

Tous les deux sont des moteurs dont les cylindres sont disposés en H, ce qui leur permet, à puissance égale, un gain de compacité par rapport à un moteur à l'architecture plus conventionnelle.
Conçu par Ural Turbine Works, le 2DG-8M est suralimenté par compresseur centrifuge, il possède une cylindrée de 45,2 ℓ pour un couple maximal de 3 401 N m atteint à 1 500 tr/min.

#### Boîte de mécanisme
La puissance du moteur était débitée dans une boîte de mécanisme de 1 750 kg intégrant une boîte de vitesses automatique à convertisseur de couple possédant trois rapports en marche avant et un en marche-arrière. La puissance est transférées aux quatre barbotins via deux arbres de sortie latéraux connectés chacun à une descente de mouvement.

### Train de roulement

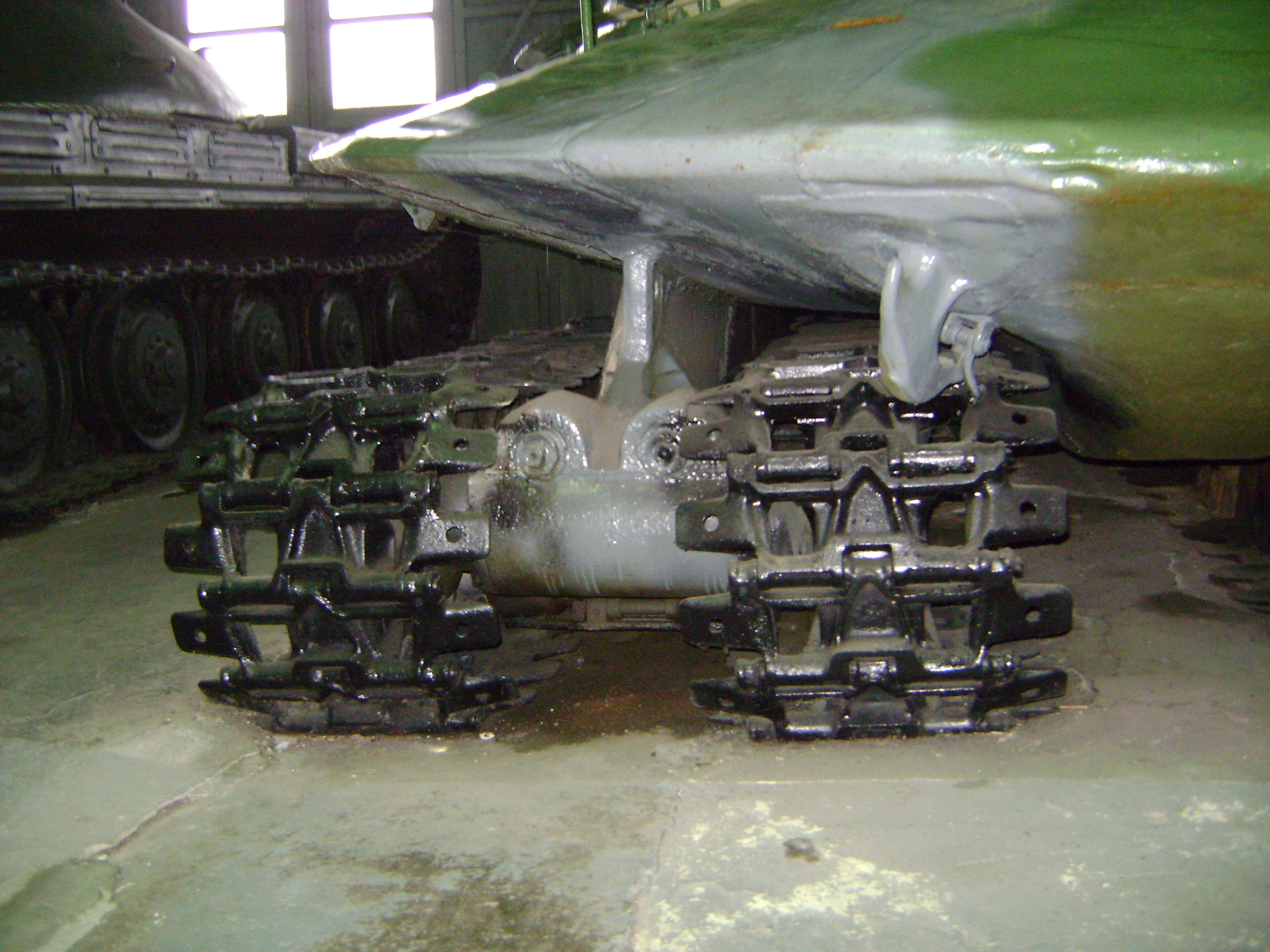
Gros plan sur la paire de chenille droite, l'espace entre les deux chenilles est occupé par un réservoir de carburant.

Le train de roulement est de type Christie, c'est-à-dire sans rouleaux porteurs pour supporter le brin supérieur de la chenille.
L'Objet 279 possède quatre chenilles pour un total de vingt-quatre galets de roulement reposant chacun sur des éléments de suspension oléopneumatique bicylindre.

En dépit de sa masse, la pression au sol de l'Objet 279 n'est que de 0,6 kg/cm2 contre 0,8 kg/cm2 pour un char T-54 de 36 t.

## Culture populaire
- War Thunder : L'Objet 279 est une récompense déblocable en jeu lors de l’événement "Space Thunder" du 1er avril 2020.
- World of Tanks : Indisponible dans le jeu pour des raisons d'équilibrage, il est remplacé par le 279e qui possède également 2 paires de chenilles, une tourelle similaire mais un profil de blindage bien différent.
- Metal Gear Solid 3: Apparaît en grand nombre en décors de la base russe de Groznyj Grad. Bénéficie d’un commentaire de Sigint.